# Rhodomantis carinicollis
Rhodomantis carinicollis är en bönsyrseart som beskrevs av Werner 1933. Rhodomantis carinicollis ingår i släktet Rhodomantis och familjen Mantidae. Inga underarter finns listade i Catalogue of Life.